# Rajecké Teplice
Rajecké Teplice (în germană Bad Rajetz, în maghiară Rajecfürdó) este un oraș din Slovacia cu 2.648 locuitori.

## Demografie
| An:                | 1994 | 2004   | 2014   | 2024   |
| ------------------ | ---- | ------ | ------ | ------ |
| Număr de persoane: | 2597 | 2728   | 2948   | 2833   |
| Diferență:         |      | +5,04% | +8,06% | −3,90% |

| An:                | 2023 | 2024   |
| ------------------ | ---- | ------ |
| Număr de persoane: | 2847 | 2833   |
| Diferență:         |      | −0,49% |